# Херман Щанге
Херман Щанге (на немски: Hermann Stange) (1884 – 1953) е германски диригент, живял и работил в България в началото на 1930-те години. Има принос за развитието на българското оперно и симфонично изкуство.
Сравнително малко е известно за биографията на Щанге. Преди да пристигне в България през 1929 – 1930 година, той е диригент в Операта в гр. Кил.
За първи път на българска сцена поставя в Софийската опера „Дон Жуан“ и „Вълшебната флейта“ на Моцарт. В периода 1930 – 1932 година заема поста главен диригент на Операта и поставя за първи път нови 3 опери: „Вълшебният стрелец“ от Вебер, „Танхойзер“ от Вагнер, „Хензел и Гретел“ от Хъмпердинк, както и италианската опера „Турандот“ от Пучини. Под диригентството на Щанге са поставени на сцена 12 симфонични концерта, предимно на немски автори като австрийците Брукнер и Малер.
В Германия Херман Щанге е приближен на нацисткото Министерство на пропагандата, което в средата на 1930-те години го назначава за диригент на Берлинската филхармония след като Вилхелм Фуртвенглер е принуден да подаде оставка. Щанге остава на поста за съвсем кратко.